# Премия журнала Empire (1996)
1-я церемония награждения кинопремии «Империя» за заслуги в области кинематографа за 1995 год. Была проведена в апреле 1996 года в Лондоне.

## Победители и номинанты
Ниже представлен список победителей.
| Лучший фильм                             | Лучший британский фильм               |
| ---------------------------------------- | ------------------------------------- |
| - Храброе сердце                         | - Неглубокая могила                   |
| Лучший режиссёр                          |                                       |
| - Дэнни Бойл — Неглубокая могила         |                                       |
| Лучшая мужская роль                      | Лучший британский актёр               |
| - Найджел Хоторн — Безумие короля Георга | - Юэн Макгрегор — Неглубокая могила   |
| Лучшая женская роль                      | Лучшая британская актриса             |
| - Николь Кидман — За что стоит умереть   | - Кейт Уинслет — Небесные создания    |
| Лучший дебют                             | Honorary Awards                       |
| - Брайан Сингер — Подозрительные лица    | - Lifetime Achievement Award: Майк Ли |

### Несколько наград
| Награда | Фильм             |
| ------- | ----------------- |
| 3       | Неглубокая могила |